# Mladá Boleslav
Mladá Boleslav (tyska: Jungbunzlau) är en stad i Tjeckien. Staden ligger sju mil norr om Prag och hade 44 199 invånare i början av 2016. I staden ligger Škodas fabrik, vilken är stadens dominerande arbetsgivare.
Mladá Boleslav är ett viktigt industricentrum; närheten till Prag och den omfattande bilindustrin gör staden till en viktig del av Tjeckiens ekonomi. Staden ligger i den centraltjeckiska nationalparken Český ráj.

## Historia
Mladá Boleslav grundades av Boleslav II av Böhmen under 900-talet. 1255 grundades här ett kloster och 1334 och 1436 följde stadsrättigheter. Under 1500-talet blev staden ett centrum för de böhmiska bröderna som följde Jan Hus idéer. En katedral i renässansstil uppfördes. 1600-talets religionskrig gjorde att invånarantalet minskade.
Under 1800-talet industrialiserades staden. 1895 grundades här Laurin & Klement som idag är biltillverkaren Škoda Auto.

## Idrott
Det lokala fotbollslaget FK Mladá Boleslav spelar i Tjeckiens högstadivision. Laget tog sig överraskande till UEFA-cupen 2006 genom att slå ut Olympique de Marseille i första omgången.

## Vänorter
- Finland: Vanda